# Lihula
Lihula (Lihula linn; deutsch Leal) ist eine Stadt im Westen der Republik Estland. Während des Mittelalters waren die Burg und das Nonnenkloster von Lihula Machtzentren der Region.

## Einwohnerschaft und Lage
Lihula liegt im Nordwesten des Kreises Pärnu. Die Stadt hat 1338 Einwohner (Stand 31. Dezember 2011). Seit 1999 gehörte sie verwaltungsmäßig zur Landgemeinde Lihula (Lihula vald) im Kreis Lääne, als Landkreis- und Stadtverwaltung zusammengelegt wurden; seit 2017 ist Lihula der Verwaltungssitz der Landgemeinde Lääneranna im Kreis Pärnu.

## Geschichte

### Ordensburg Leal

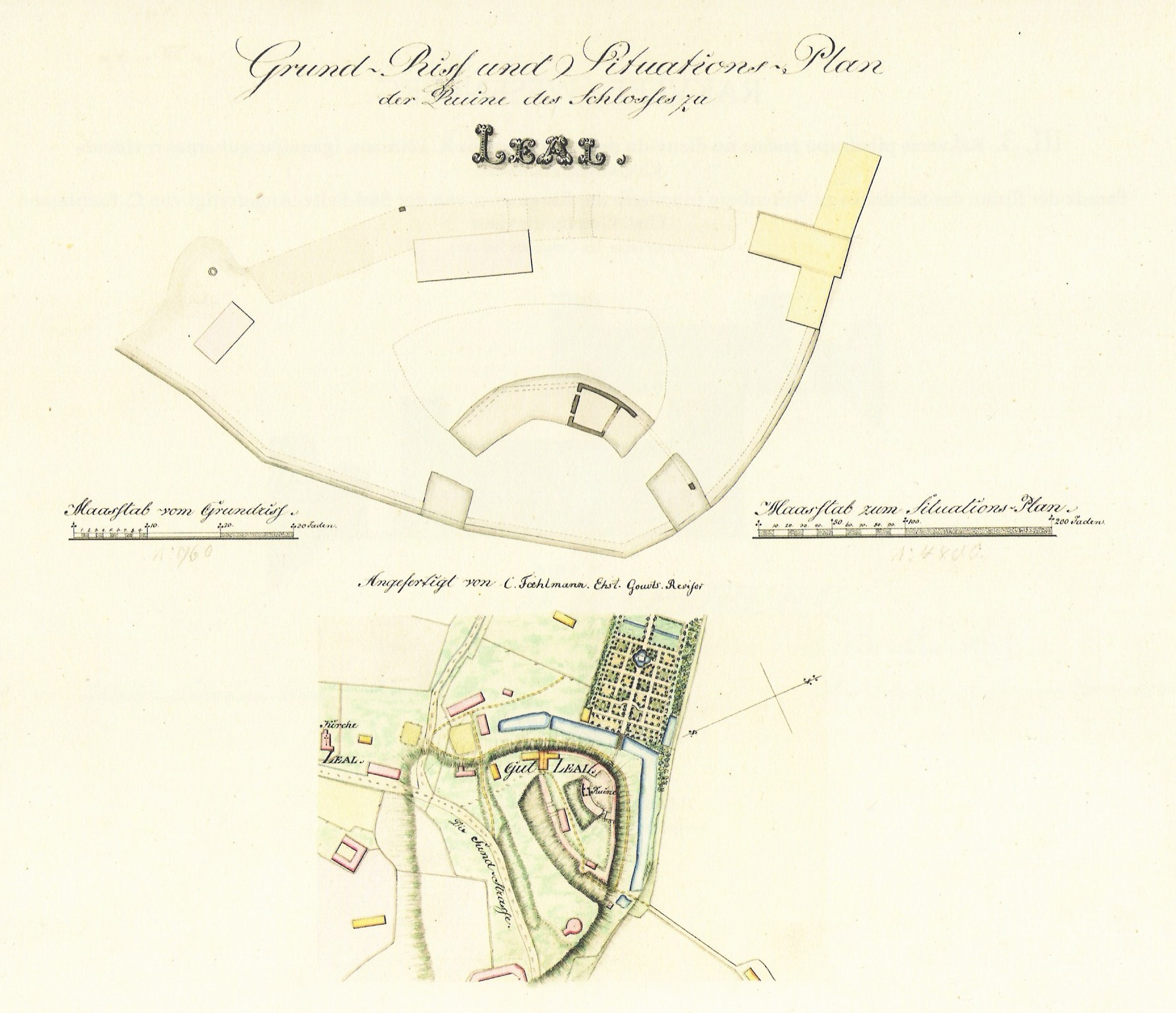
Grundriss der Burg

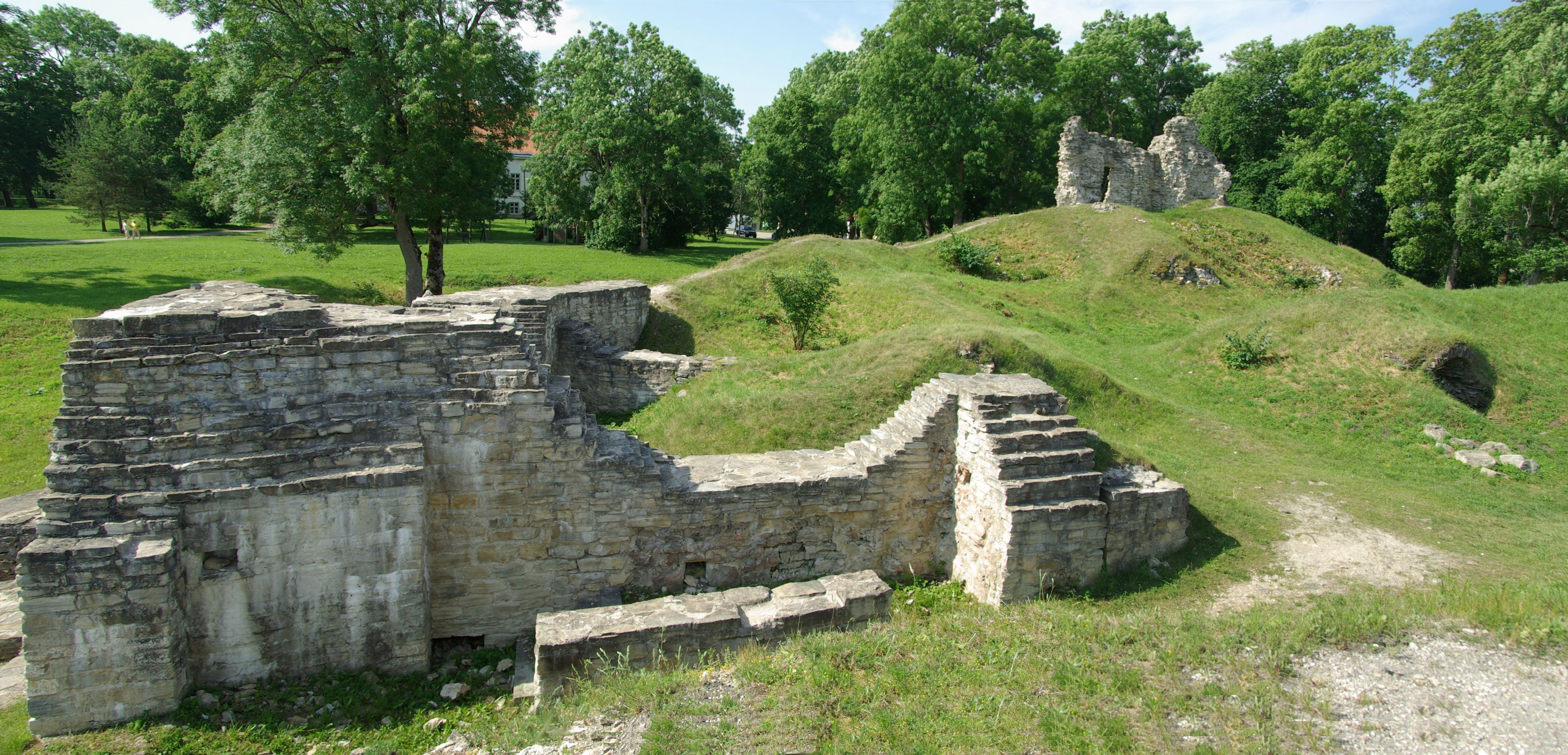
Ruinen der Ordensburg Leal

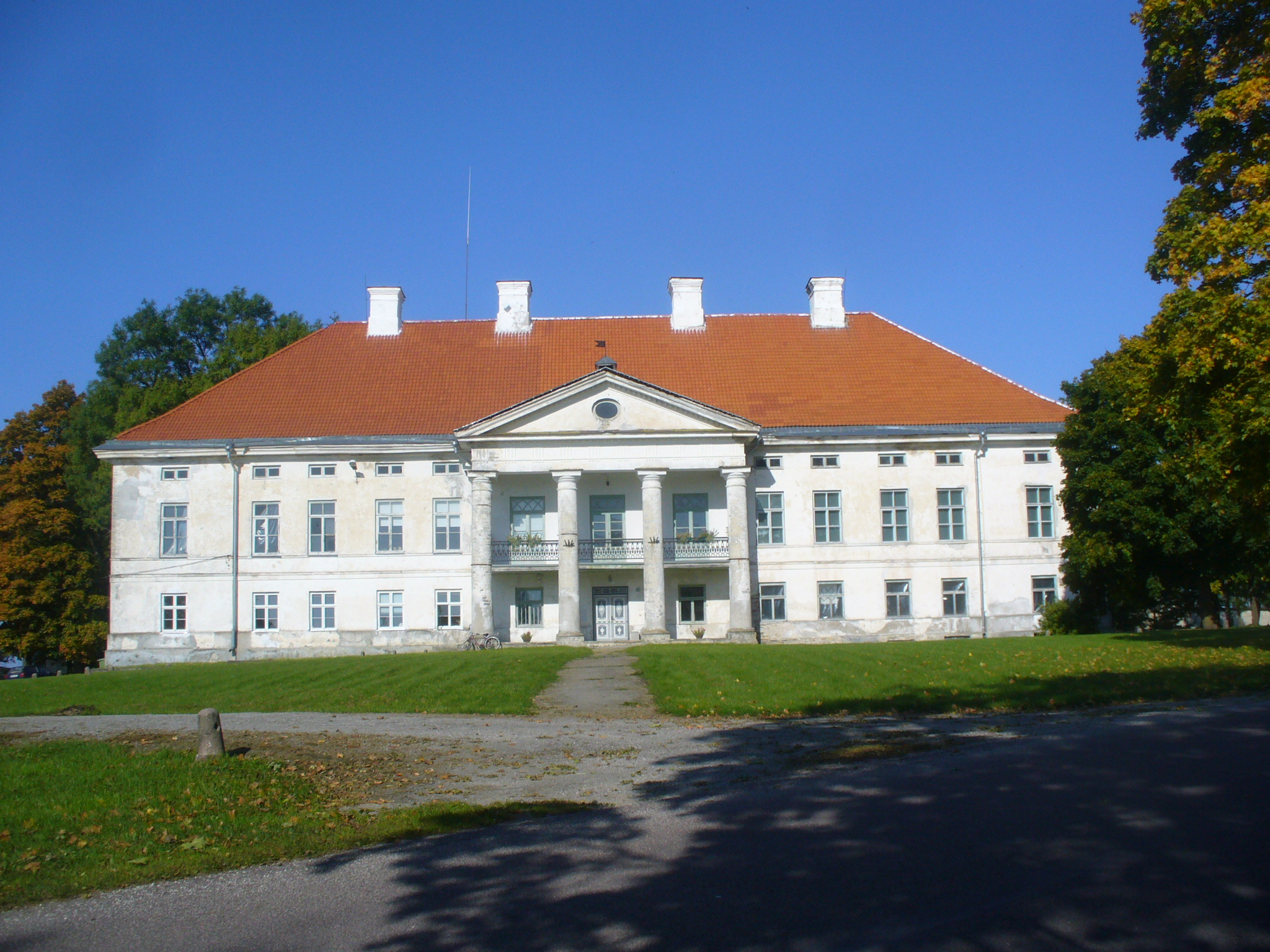
Historisches Herrenhaus

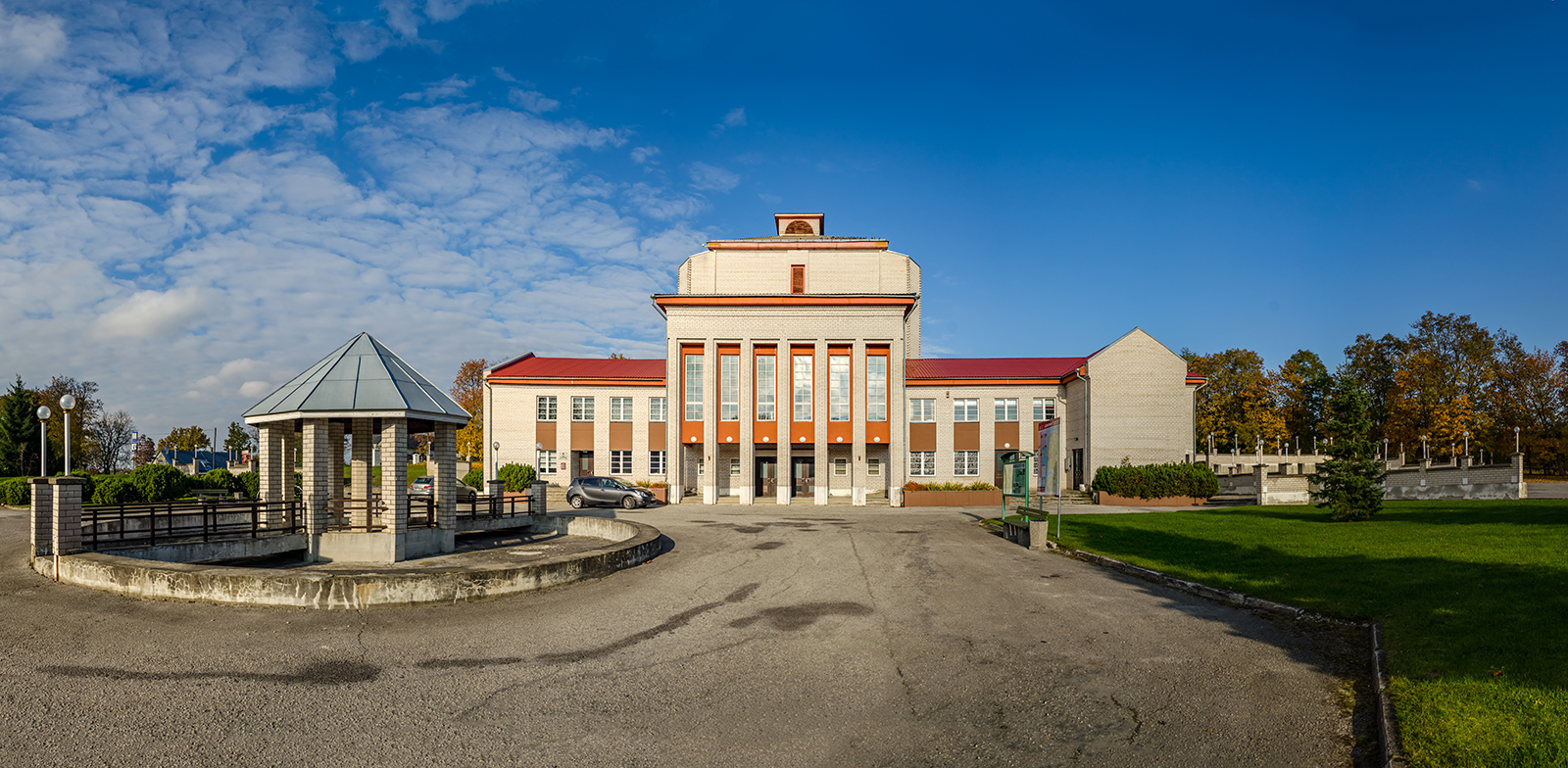
Kulturhaus Lihula

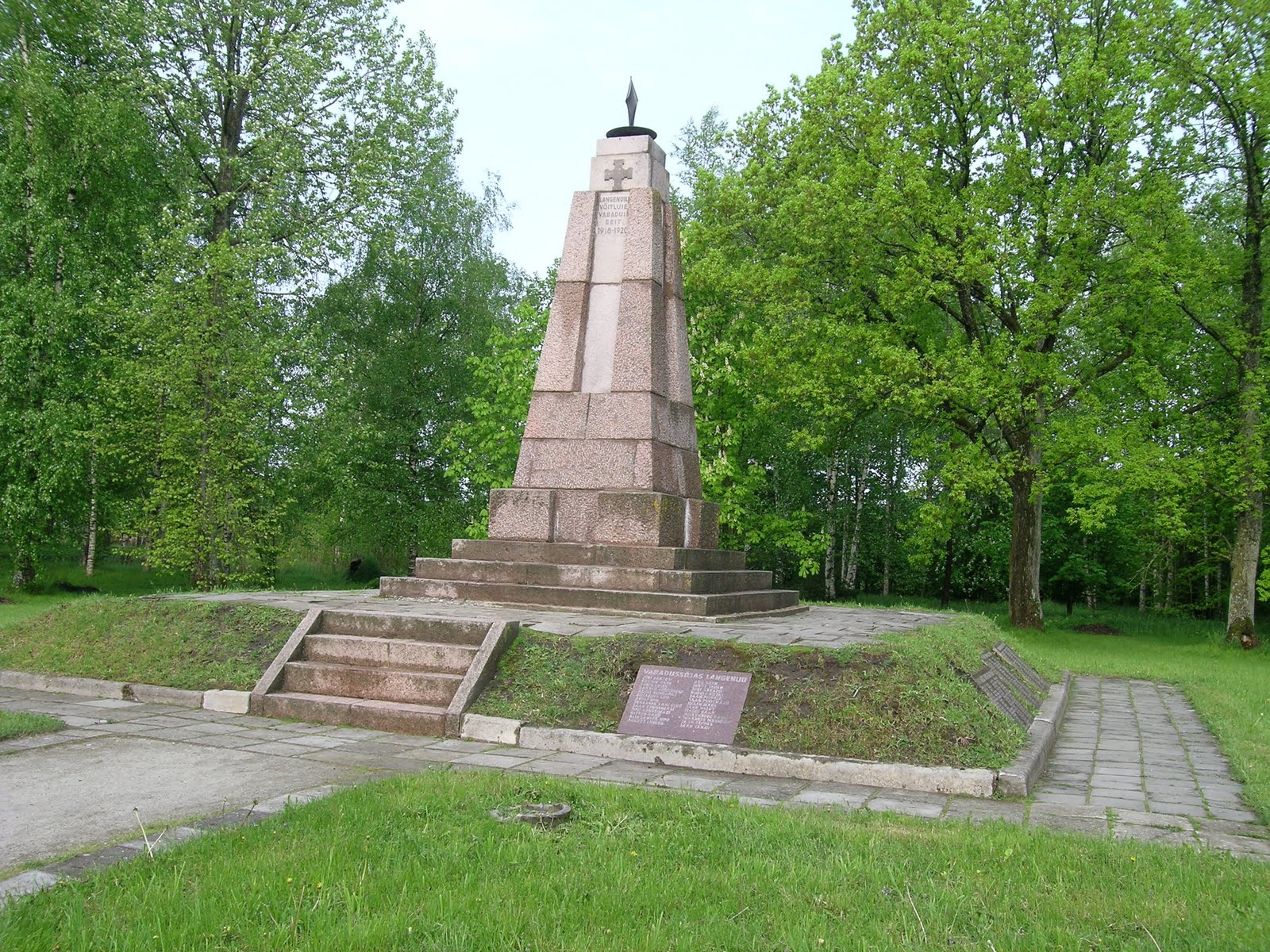
Denkmal für die Gefallenen des Estnischen Freiheitskrieges

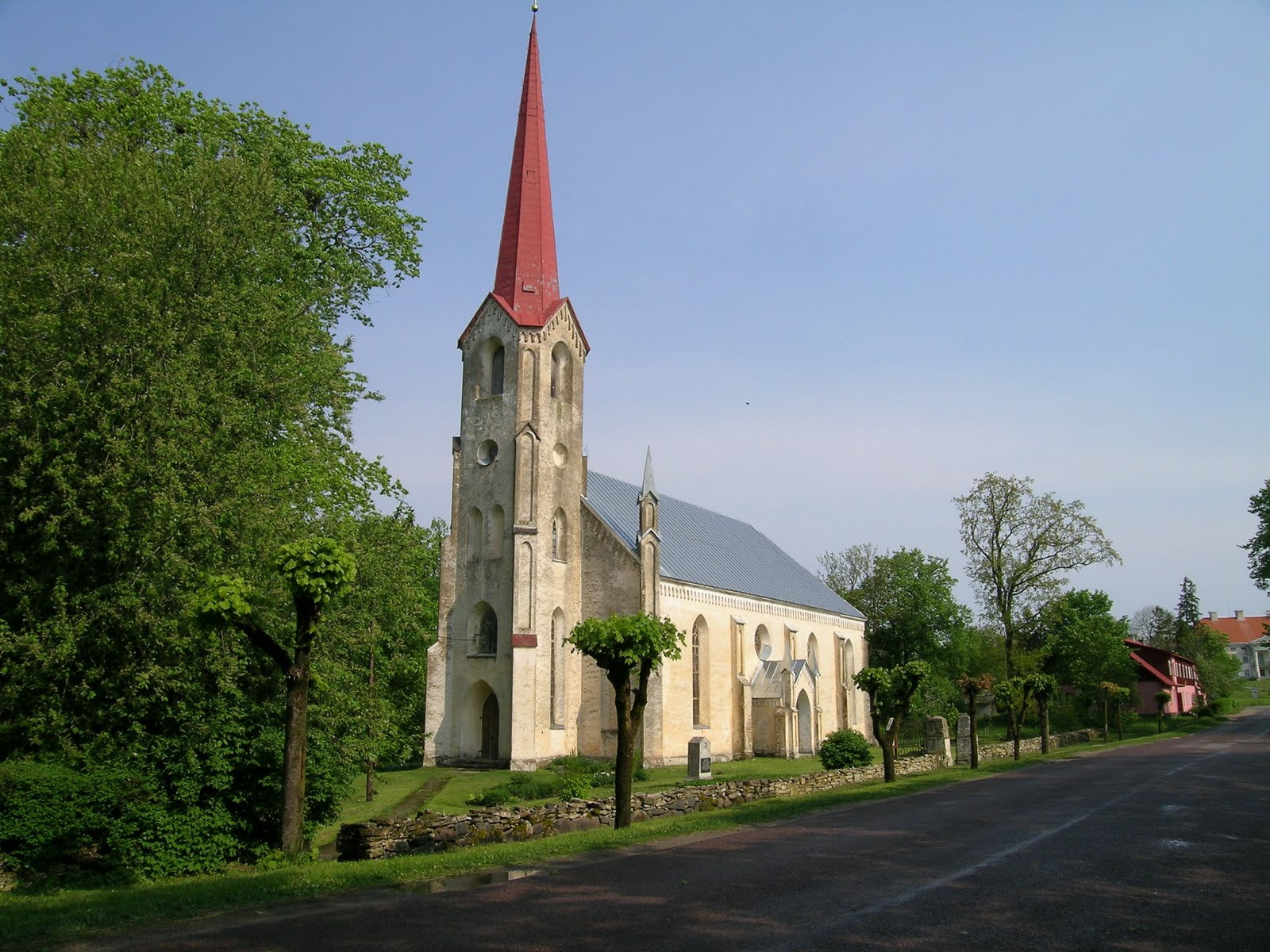
Evangelisch-lutherische Elisabeth-Kirche

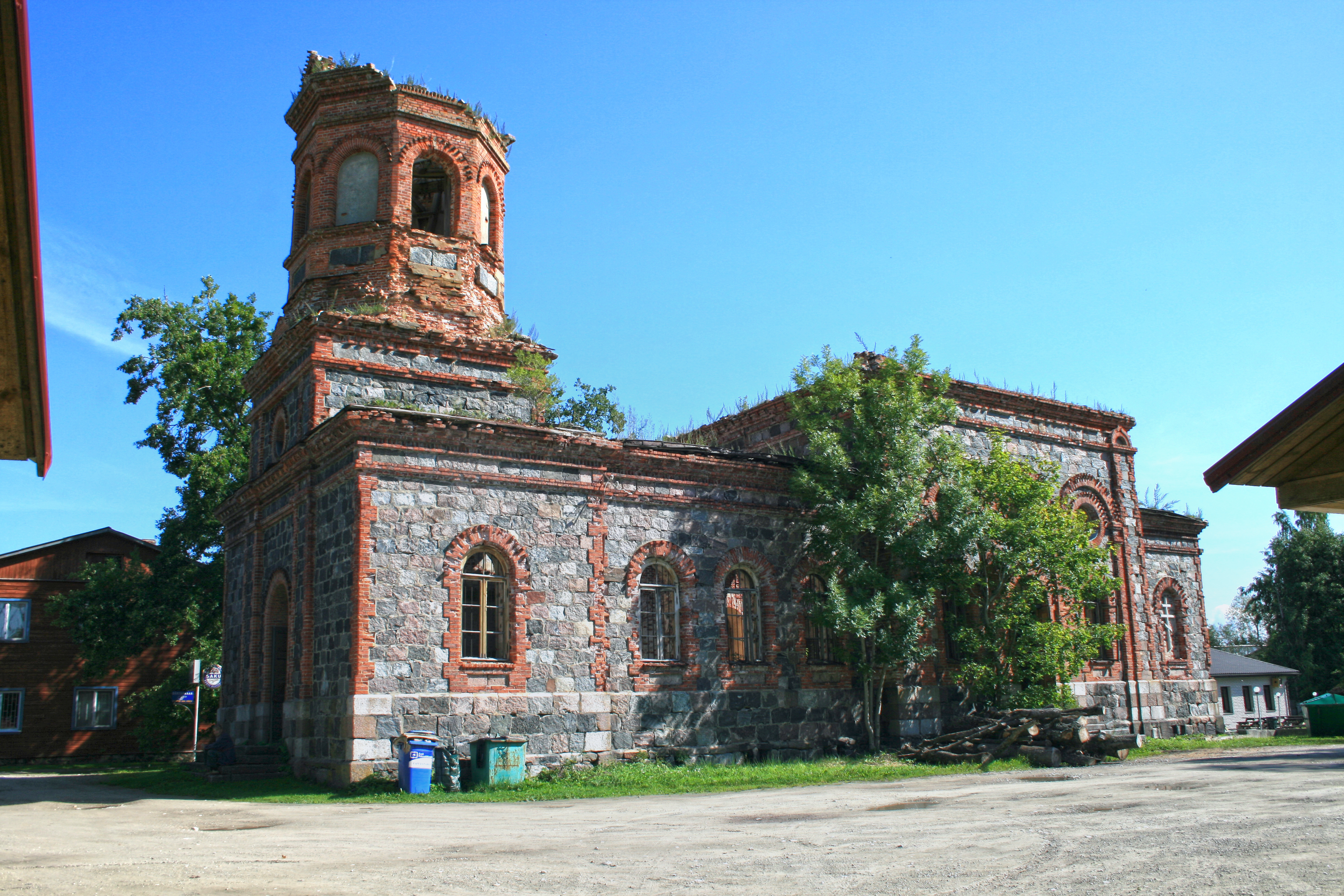
Ruine der Orthodoxen Alexander-Nevsky-Kirche

Die Besiedlungsgeschichte des Ortes geht spätestens auf die Mitte des ersten Jahrtausends nach Christus zurück. Vermutlich stand in Lihula bereits seit der Eisenzeit eine festungsartige Anlage der heidnischen Esten. Die erste urkundliche Erwähnung datiert aus dem Jahr 1211.
Anfang des 13. Jahrhunderts entstand am Ort die erste Burg der christlichen Kreuzfahrer. Sie lag an einer durch Moore geschützten Stelle an der strategisch wichtigen Verbindung vom estnischen Festland auf die Insel Saaremaa (Ösel).
Lihula wurde 1211 durch den Rigaer Erzbischof Albert von Buxthoeven zur Residenz des Bischofs von Estland, Theoderich, bestimmt. Allerdings konnte dieser die vorgesehene Residenz nie beziehen. Der Schwertbrüderorden unterwarf die Gegend wahrscheinlich erst 1218. Zwei Jahre später fiel Lihula kampflos in die Hand schwedischer Truppen unter König Johann I., wurde dann aber in der Schlacht von Lihula am 8. August 1220 von den örtlichen Bewohnern zerstört. Unter den Gefallenen waren die schwedischen Folkunger Jarl Karl der Taube und Bischof Karl Magnusson von Linköping.
Nach Gründung des Bistums Ösel-Wiek 1228 errichteten der Bischof und der Livländische Orden zwischen 1238 und 1242 eine gemeinsame Burg in Lihula. Um sie herum entstand die heutige Siedlung. 1251 verlegte der Bischof seine Residenz nach Vana-Pärnu (und 1265 weiter nach Haapsalu), was die Bedeutung von Lihula schmälerte.
1298 wurde die Siedlung während bewaffneter Auseinandersetzungen stark beschädigt, später aber wieder aufgebaut. Erst im Livländischen Krieg Mitte des 16. Jahrhunderts wurde die Burg bis auf wenige Bauten zerstört. Die Ruinen dienten fortan als Steinbruch. Heute sind noch einige Überreste, wie Grundmauern und Kelleranlagen der Kernburg und ein Torbogen der Vorburg erhalten.

### Kloster
Seit dem 13. Jahrhundert war Lihula gleichzeitig Sitz eines Nonnenklosters der Zisterzienser. Es wurde auf Betreiben von Bischof Hermann I. von Buxthoeven vor allem als Stätte adlige Damen der Provinz gegründet. Dem Kloster gehörten zahlreiche Ländereien in der Umgebung.
Die kastellartige Klosteranlage in der Nähe der Burg war von einer Ringmauer umgeben. Die Gebäude erstreckten sich relativ frei um einen Innenhof. Die Klosterkirche befand sich im Südflügel des Haupthauses. Ein eigentlicher Kreuzgang fehlte.
Die Klosteranlage wurde wahrscheinlich 1570 zerstört. Die Ruinen wurden während des 17. Jahrhunderts und 18. Jahrhunderts fast vollständig abgetragen.

### 16. Jahrhundert
Die Geschichte Lihulas war im 16. Jahrhundert von schweren kriegerischen Auseinandersetzungen und zahlreichen wechselnden Herrschern geprägt. Der Livländische Krieg hinterließ tiefe Spuren. 1563 und 1570 eroberten die Schweden die Siedlung, zwischen 1563 und der Mitte der 1570er Jahre gehörte sie abwechselnd örtlichen Magnaten und dänischen Truppen, 1575/76 war sie erneut dänisch, dann von 1576 bis 1581 russisch.
Erst das Jahr 1581 brachte die schwedische Herrschaft über die Region – bis zur russischen Eroberung Estlands in Nordischen Krieg (1700–1721) – eine lange Friedenszeit.

### Gut von Lihula
Von 1631 bis Ende des 17. Jahrhunderts vergab die schwedische Krone Lihula als Lehen an die Familie des schwedischen Militärs Åke Tott (1598–1640). Auf Totts Betreiben ging Anfang der 1630er Jahre die Gründung des örtlichen Guts zurück.
1726 fiel das Gut an die adlige deutschbaltische Familie Hahn, 1795 an Karl Friedrich von Stackelberg. Ab 1812 gehörte Lihula der Familie von Wistinghausen. Von 1874 bis zur Enteignung im Zuge der estnischen Landreform 1919 stand das Gut im Eigentum der adligen Familie Buxhoeveden.
Das heutige Herrenhaus entstand in den 1820er Jahren auf einer Anhöhe. Das zweigeschossige Gebäude aus Stein wurde im Stil des Klassizismus errichtet. Die Fassade des repräsentativen Baus schmückt ein Portikus mit vier Säulen.
Nach der sowjetischen Besetzung Estlands war in dem Herrenhaus die Verwaltung einer Sowchose untergebracht. Seit 1994 befindet sich in dem renovierten Gebäude das Stadtmuseum von Lihula.

### Neuzeit
Erst in der zweiten Hälfte des 19. Jahrhunderts stieg die Siedlung Lihula wieder zu einem wichtigen Zentrum Westestlands auf. Wirtschaft und Handel kamen in Schwung, die Bevölkerung wuchs.
Nach der Ausrufung der estnischen Unabhängigkeit entstand 1931 die Eisenbahnstrecke zwischen dem Fährhafen Virtsu und der Stadt Rapla. Der Bahnhof dynamisierte die wirtschaftliche Entwicklung Lihulas. Der 1930/31 erbaute Wasserturm ist heute Wahrzeichen der Stadt. 1968 wurde die Schmalspurstrecke geschlossen.
1945 wurde Lihula der Rang eines Großdorfs (alevik) verliehen. Von 1951 bis 1961 war Lihula Hauptort des gleichnamigen Rajons.
1993, nach der Wiedererlangung der estnischen Unabhängigkeit, erhielt Lihula die Stadtrechte. 1999 wurden die Stadt (Lihula linn) und die Landgemeinde Lihula (Lihula vald) zu einer Verwaltungseinheit verbunden. Seit 2017 ist die Stadt Teil der nochmals fusionierten Landgemeinde Lääneranna (Lääneranna vald).

## Bildung, Kultur, Wirtschaft
Heute ist die Stadt Lihula mit ihrem Gymnasium, der Musik- und Kunstschule und dem 1991 errichteten Kulturhaus wieder das Zentrum der Region. In dem Ort haben sich Betriebe für die Lebensmittelverarbeitung (Backwaren), die Textilherstellung (Sport- und Badebekleidung sowie Teppiche) und der Baustoffhandel angesiedelt.
Das wichtigste Kulturfest im Kalender Lihulas sind die Musiktage (Lihula Muusikapäevad), die seit 2009 jährlich im Sommer stattfinden. Jeden Herbst findet das internationale „Naturfilmfestival Matsalu“ statt.

## Denkmäler
Im Volkspark befinden sich das Monument für die Gefallenen des Estnischen Freiheitskrieges gegen Sowjetrussland (1918–1920) sowie ein Gedenkstein für den estnischen Schriftsteller Jakob Pärn (1843–1916). Pärn, einer der prominentesten Vertreter des erwachenden estnischen Nationalbewusstseins in der zweiten Hälfte des 19. Jahrhunderts, war ab 1871 für mehr als zehn Jahre als Pädagoge in Lihula tätig.
Kurzzeitig erregte Lihula internationale Aufmerksamkeit, als die Stadtverwaltung 2004 ein Denkmal für estnische Soldaten aufstellen ließ, die während des Zweiten Weltkriegs auf deutscher Seite gegen die Sowjetunion gekämpft hatten. Das Denkmal wurde kurze Zeit später auf Anordnung des estnischen Innenministers Margus Leivo entfernt. Dabei kam es im September 2004 zu Ausschreitungen zwischen Stadtbewohnern und der estnischen Polizei.

## Elisabethkirche
Die erste Kirche in Lihula entstand wahrscheinlich bereits im 13. Jahrhundert. Ab 1241 ist die Existenz eines örtlichen Priesters belegt.
Die evangelisch-lutherische Elisabethkirche wurde von 1876 bis 1878 an Stelle einer früheren Kirche errichtet. Architekt des einschiffigen Gotteshauses im Stil der Neugotik mit einem schlanken, hohen Turm war Johann Gottfried Mühlenhausen, der zahlreiche Kirchenbauten in Estland errichtet hatte.
Der Altarschrank und die Kanzel sind ein Werk des örtlichen Tischlermeisters Friedrich Laurberg. Die Orgel wurde von dem estnischen Orgelbauer Carl August Tanton 1845/46 gefertigt.

## Alexander-Nevsky-Kirche
Die orthodoxe Alexander-Nevsky-Kirche wurde 1889 geweiht und bis in die 1960er Jahre genutzt. Danach verfiel sie zur Ruine.

## Söhne und Töchter der Stadt
Von 1783 bis 1796 war Joachim Gottlieb Schwabe (1754–1800) Pastor in Lihula. Der vielseitige Kalenderschriftsteller setzte sich für die Hebung des Bildungsstands der ländlichen estnischen Bevölkerung ein.
In Lihula geboren wurden der Lepidopterologe (Schmetterlingskundler) Wilhelm Konstantin Fromhold Petersen (1854–1933), der Jurist und sowjetische Volkskommissar Paul Vihalem (1910–1985) und der aus vielen Film- und Fernsehproduktionen bekannt deutsche Schauspieler Werner Eichhorn (1922–2005).